# Georg Baumgarten (Luftschiffpionier)

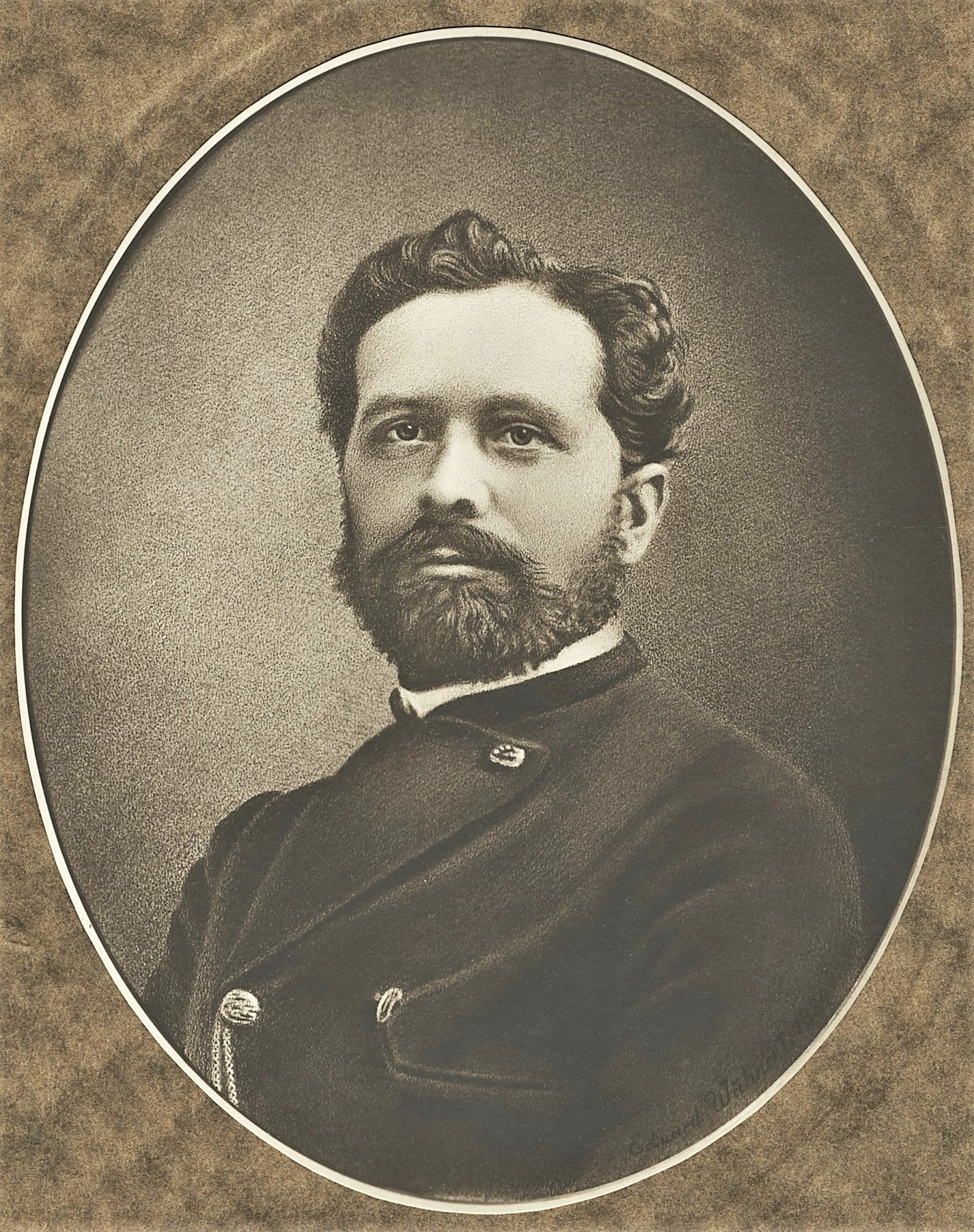
Georg Baumgarten, der Fliegende Oberförster von Grüna

Ernst Georg August Baumgarten (* 21. Januar 1837 in Johanngeorgenstadt; † 23. Juni 1884 in Colditz) war ein deutscher Erfinder und Luftfahrtpionier.

## Herkunft, Ausbildung und Familie
Georg Baumgarten war das 3. Kind des Grenz-Zollaufsehers Friedrich August Baumgarten und dessen Frau Adelhaide geb. Schaarschmidt. Schon der Vater des Vaters war königl. sächsischer Oberförster. Später lebte die Familie in Kamenz, wo der Vater Obersteuerkontrolleur war. Baumgarten besuchte die Dreikönigschule in Dresden-Neustadt, die er mit dem Reifezeugnis verließ.
Von 1857 bis 1859 studierte er Forstwissenschaft in Tharandt; danach arbeitete er zunächst als Forstgehilfe im Auersberg-Revier und wurde 1866 Förster in Borstendorf. Dort heiratete er 1866 Hedwig Auguste Mechler, die Tochter des Oberförsters.
Nach einer Arbeitsstelle in Böhrigen erhielt Baumgarten am 1. Juli 1870 die Stelle eines Oberförsters in Pleißa, als Verwalter des Rabensteiner Forstreviers. Im Dezember 1872 wurde diese Stelle auf die andere Seite des Rabensteiner Höhenzugs verlegt, nach Grüna.
Hedwig und Georg Baumgarten bekamen zwischen 1868 und 1883 zehn Kinder, von denen zwei früh starben.

## Ideen, Versuche und Grenzen
Zunächst beschäftigte sich Baumgarten damit, die deutsche Kurrentschrift, die damalige allgemeine Verkehrsschrift, zu vereinfachen, und entwickelte eine eigene Schnellschrift, die er Tachygrafie nannte. Dazu ließ er 1872 in Chemnitz ein 30-seitiges Buch drucken.
Wann und wie Georg Baumgarten mit der Luftschiff-Thematik in Berührung kam, ist nicht belegt. Sein erstes Modell hatte bereits die Form einer dicken Zigarre, ca. 1 m lang. Es war ein leichtes, mit Leinwand überzogenes Holzgestell, in dessen Hohlraum gasgefüllte Kinderluftballons steckten. Hiermit machte der Oberförster seine erste Erfahrung: Das Gasvolumen und damit der Auftrieb war im Verhältnis zum Eigengewicht zu klein.
Das zweite Modell war größer und hatte 7,5 m³ Inhalt. Es hatte eine Gondel mit einer Spielzeug-Dampfmaschine als Antrieb. Dampfmaschinen sind schwer und verbrauchen neben Brennstoff auch Wasser, doch der Auftrieb reichte noch immer nicht aus.
Das dritte Modell war dann deutlich größer: Länge 10,5 m, Durchmesser 3,0 m. Dieser Ballon schwebte in etwa zwei Metern Höhe, mittels eines Schleppseils im Gleichgewicht gehalten. Ein Federwerkantrieb mit 2 × 0,5 PS trieb zwei Flügel an beiden Seiten der Gondel. Diese „Wendeflügel“, eine Art Schaufelräder, waren eine spezielle Baumgarten‘sche Erfindung, nach welcher er seine Modelle „Flügelluftschiff“ nannte. Noch nicht öffentlich, war dies der erste gelungene Modellversuch.
Eine weitere Besonderheit Baumgartens war das Ziel, ohne Ballast- und Gasabgabe auszukommen und stattdessen auch die Vertikalbewegung mit einer Luftschraube auszuführen.
Der Autodidakt Baumgarten beschäftigte sich auch intensiv mit den theoretischen Grundlagen der damals neuen Aeronautik. In Wien erschien 1877 mit 24 Seiten und 4 Tafeln sein Büchlein „Das Lenkbare Flügel-Luftschiff, der Flug-Apparat, die Vertikal-Erhebungs-Maschine und der Luftverdünnungszylinder-Fortbewegungs-Apparat“.

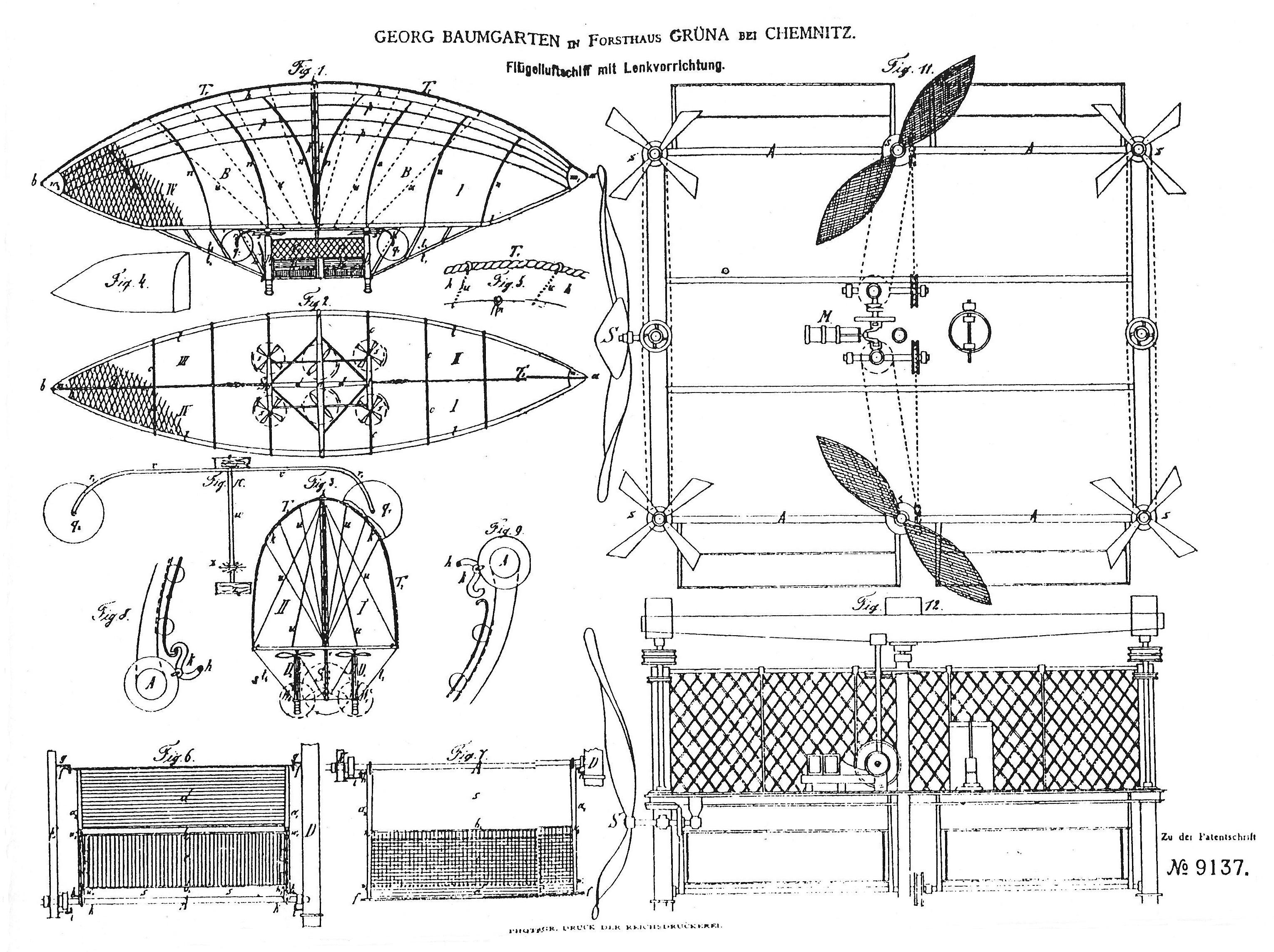
Zeichnung zu Baumgartens Patentschrift Nr. 9137

Zwischen 1877 und 1883 wurden Georg Baumgarten beim Kaiserlichen Patentamt Berlin sieben Patente erteilt und in die Klasse 77 „Sport“ eingeordnet. Sein aus heutiger Sicht wichtigstes ist die No. 9137 am 2. April 1879, „Flügelluftschiff mit Lenkvorrichtung“. Weitere Patente wurden im Ausland erteilt, so in Frankreich, Belgien, England und Österreich-Ungarn.
Um 1877 arbeitete Baumgarten an einem vierten Projekt, das wiederum größer war, und stellte das benötigte Wasserstoffgas vor Ort selbst her (aus Eisenspänen und Schwefelsäure). Im Unterschied zu anderen Luftschiff-Entwicklern wie Giffard, Dupuy de Lôme, Haenlein, Tissandier oder Renard und Krebs hatte Baumgarten weder eine technische Ausbildung noch einen starken wirtschaftlichen Hintergrund. Zwar wollte er schon frühzeitig einen großen Aerostaten bauen, hatte aber kaum das Geld für seine kleineren Modelle.
Baumgarten war zeitlebens die Grenze gesetzt, dass noch kein für ein Luftschiff geeigneter leichter, starker und gasleitungsunabhängiger Verbrennungsmotor zur Verfügung stand, sodass alle seine Projekte auf Federkraft- oder Muskelkraftantrieb basierten. Der Viertaktmotor „Standuhr“ von Daimler wurde 1885 patentiert und 1888 als Antrieb für das Luftschiff von Friedrich Hermann Wölfert genutzt.

## Luftschiffe, Aufstiege und Abstürze

### November 1878, Dresden
Am Gasthof „Zum weißen Adler“ im Ort Weißer Hirsch baute Baumgarten im Oktober 1878 zum ersten Mal ein Luftschiffmodell (34 Meter lang und 8 Meter Durchmesser) in der Öffentlichkeit auf, mit dem er auch fliegen (bzw. „fahren“) wollte. Durch technische Pannen (u. a. bei der Gasproduktion) fiel die stark beworbene Vorstellung ersatzlos aus.

### Juli und Oktober 1879, Grüna

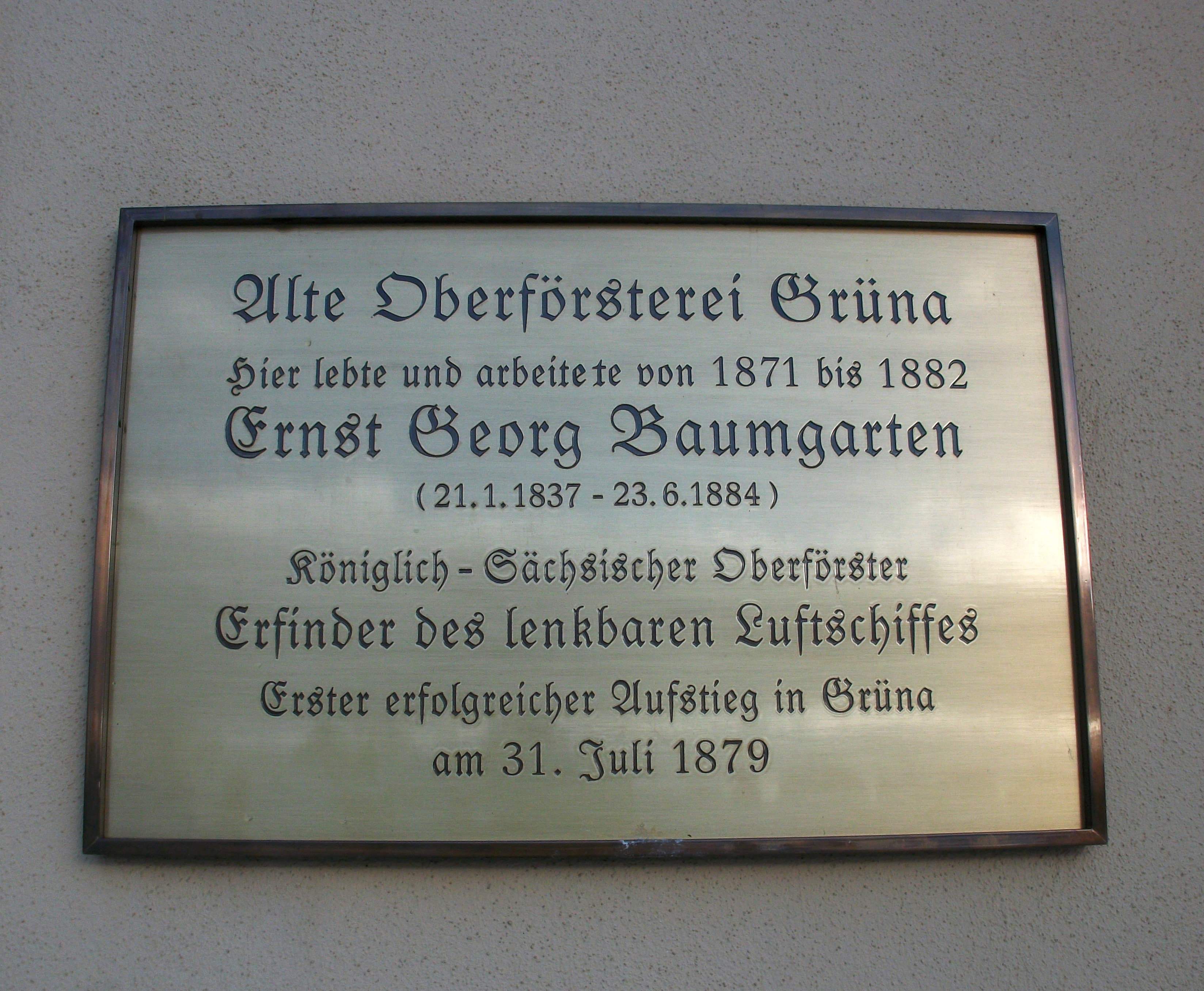
Ehemalige Oberförsterei Grüna (Chemnitz), Infotafel

Mit Hilfe des Grünaer Schützenhaus-Wirtes Franz Hermann Keil wurde eine Montagehalle errichtet und ein neues unbemanntes Luftschiff-Modell gebaut. Mit diesem bewies Baumgarten am 31. Juli 1879 öffentlich die Funktion von Tragkraft, Auf- und Abstieg, Antrieb und Lenkung, worüber ein amtliches Protokoll angefertigt wurde. Aus diesem Protokoll und einer Zeitungsmeldung wurde lange Zeit irrtümlicherweise ein bemannter Aufstieg herausgelesen.
Am 26. Oktober wurde ein ähnlicher erfolgreicher Versuch wiederholt.

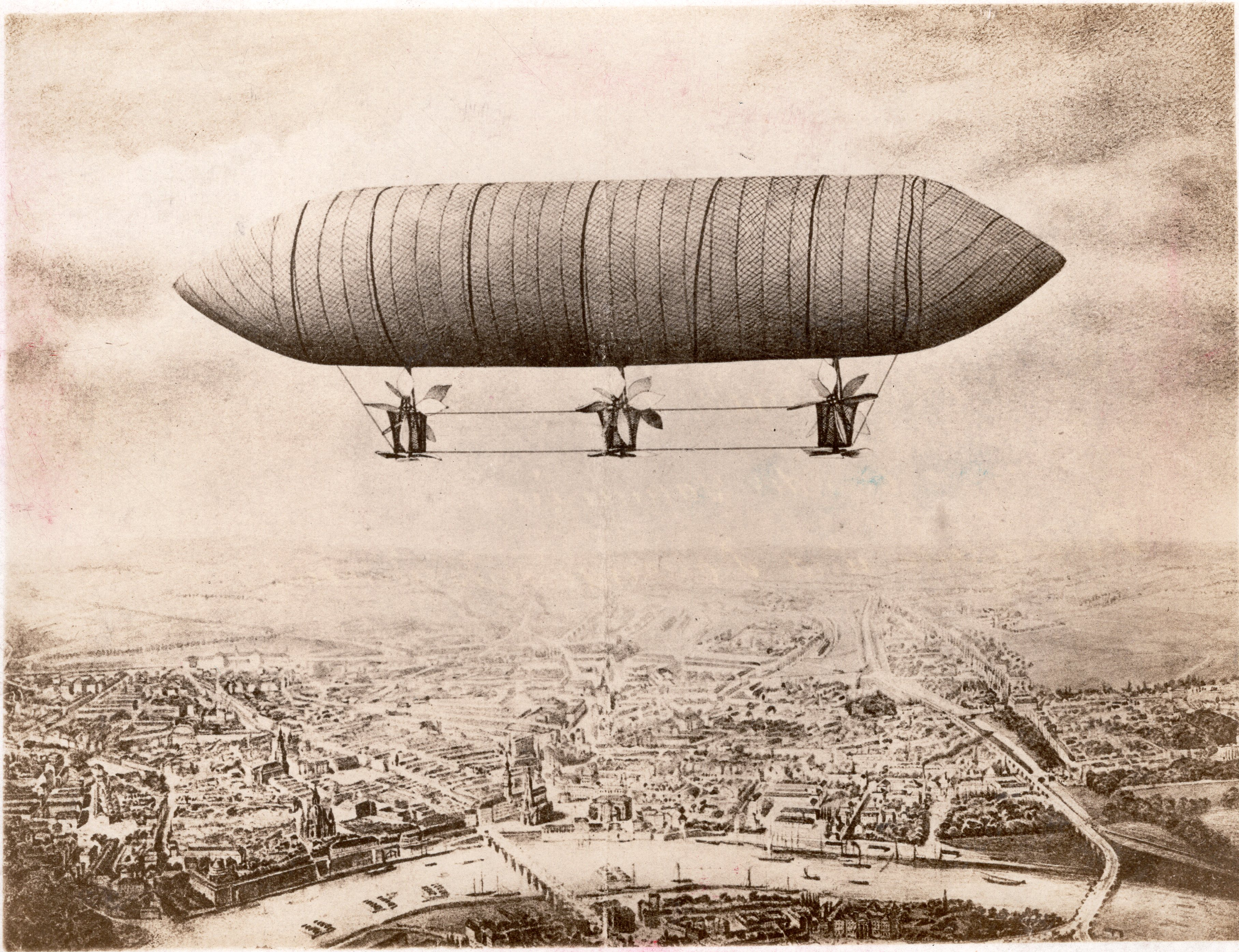
Baumgartens Dreigondelluftschiff, montiert über Dresden

### Januar und März 1880, Leipzig
Über das gemeinsame Hobby „Kurzschrift“ lernte Baumgarten Mitte 1879 den vermögenden Leipziger Verlagsbuchhändler Friedrich Hermann Wölfert kennen und gewann ihn für seine Luftschiff-Ideen. Beide schlossen einen Vertrag über die Zusammenarbeit. Im Januar 1880 entstand im Leipziger Schützenhaus (zwischen Leipzig und Lindenau-Plagwitz) ein neues Luftschiff für einen bemannten Aufstieg: 26 Meter lang, 6 m Durchmesser, 550 m³ Wasserstoff. Es hatte vorn und hinten je eine angetriebene Gondel, und in der Mitte eine Passagiergondel.
Nach Sabotage durch beteiligte Arbeiter musste die Füllung durch Leuchtgas ersetzt und der Startplatz nach Lindenau-Plagwitz verlegt werden. Ein erster Flugversuch war erfolgreich, aber der Ballon wurde vergrößert: von 26 auf 40 Meter Länge, von 6 auf 7 Meter Durchmesser und auf 1400 m³ Volumen. Zum Antrieb dienten nun 32 „Wendeflügel und Schiffsschrauben“ an drei Gondeln.
Damit erfolgte am Ostersonntag 1880 ein Aufstieg, der jedoch missglückte. Infolge einer Verkettung unglücklicher Umstände stieg das für drei Personen bemessene Luftschiff mit Baumgarten allein unbeabsichtigt auf, in großer Höhe riss infolge des geringeren Außendrucks die Hülle auf, und das Gefährt kam relativ sanft zur Erde zurück. Baumgarten blieb unverletzt.

### Oktober 1880, Wien
Baumgartens vorgesetzte Behörde, der Sächsische Staatsfiskus, war mit diesem Ausmaß der Luftschiff-Experimente nicht einverstanden. Da die Oberförsterei „den ganzen Mann in Anspruch nehmen müsse“, verbot sie ihm bei Androhung der Entlassung weitere Versuche. Diese verliefen nun unter Wölferts Namen, und Baumgarten blieb im Hintergrund.
Im Oktober 1880 meldete die Presse, dass bei Wien mit dem Baumgarten‘schen Flügel-Luftschiff „mehrere glückliche Fahrten ausgeführt worden“ seien, darunter eine von Hietzing nach Baden über ca. 25 km in einer halben Stunde.

### April 1881, Altendorf
Es folgten wieder unbemannte Erprobungen, die öffentlich in Altendorf durch ein „Komitee des lenkbaren Flügelluftschiffes“ vorgeführt wurden. Weder Baumgarten noch Wölfert wurden in der Presse namentlich erwähnt, doch ein offizielles Protokoll bescheinigte dem Modell Antrieb und Steuerbarkeit auch bei ziemlich starkem Wind.

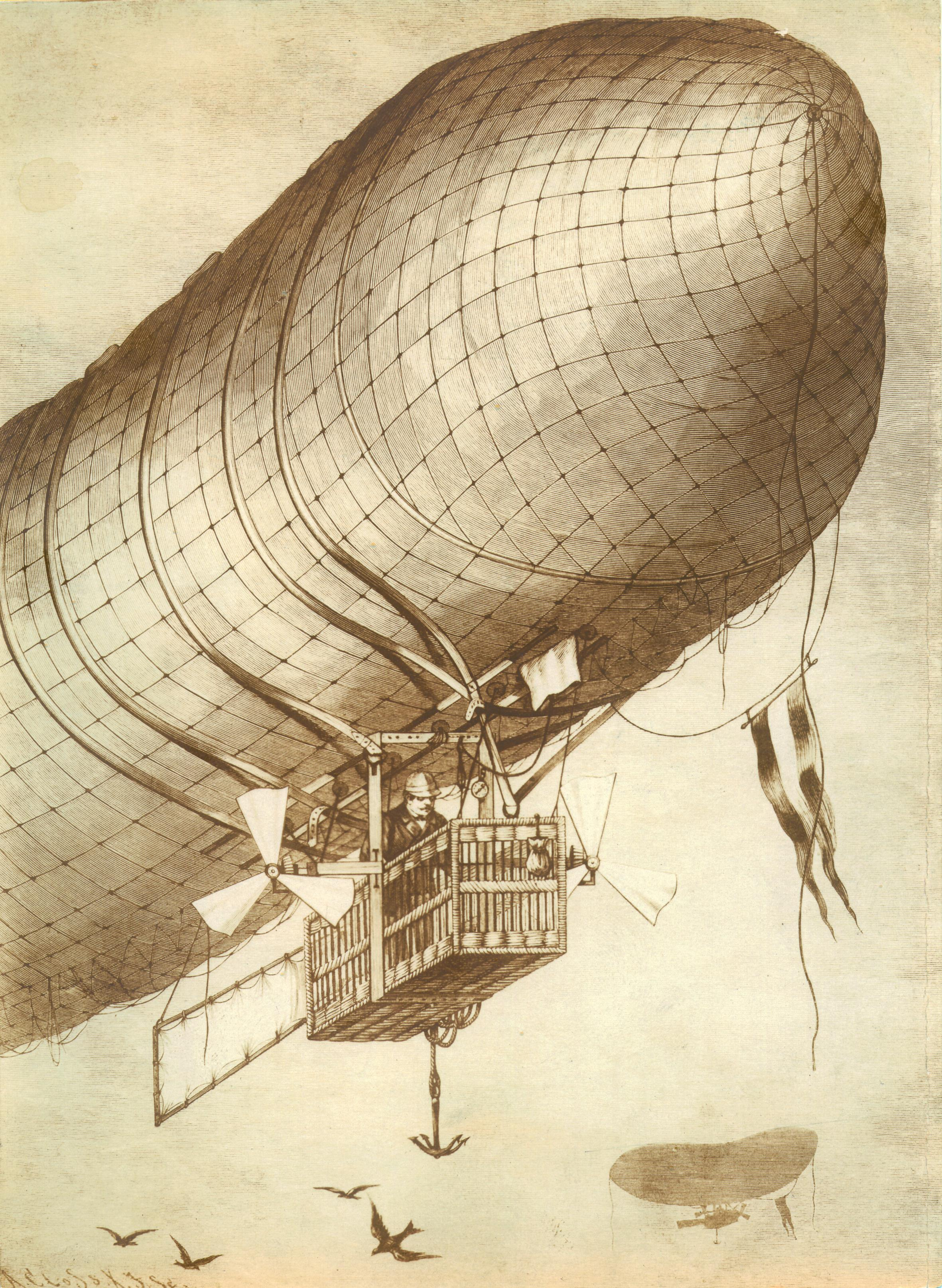
Luftschiff Baumgartens Bauart – Wölfert in der Gondel

### Februar/März 1882, Charlottenburg
Baumgartens und Wölferts nächster Aufstieg sollte wieder öffentlichkeitswirksam und vor den Augen des Militärs erfolgen, welches beide als potentiellen Auftraggeber ansahen. Ort war das „Flora-Etablissement“ in Charlottenburg.
Eine nichtöffentliche Probe am 10. Februar 1882 verlief relativ erfolgreich, aber der entscheidende Aufstiegsversuch am 5. März 1882 endete mit einer Bruchlandung, ausgelöst durch umstehende Bäume, und für Baumgarten lebensgefährlich.

## Erkrankung, Irrenanstalt und Tod
Georg Baumgarten war schon seit längerem leicht erregbar und neigte zu Jähzorn. Er war verarmt und hatte arbeitsrechtliche Probleme. Seine Luftschiffprojekte waren ohne Motor in einer Sackgasse, und die Anerkennung seiner Forschungsarbeit war ihm versagt geblieben. Mit seinem Partner Wölfert gab es zunehmende Differenzen.
Im Mai/Juni 1881 beleidigte ihn ein Grünaer Fabrikant öffentlich, sodass Baumgarten ihn zum Duell forderte und einen Schuss auf ihn abgab (ohne zu treffen). Noch vor einem angesetzten Gerichtstermin wurde Baumgartens Schuldunfähigkeit festgestellt, und er wurde entmündigt. Folge waren die Pensionierung zum 1. Januar 1882 und die Kündigung seiner Dienstwohnung. Die Familie zog um nach Siegmar.
Nach dem letzten Aufstiegsversuch in Charlottenburg verschlechterte sich Baumgartens psychische Verfassung; er bildete sich z. B. Krankheiten ein, mit denen er auch seine Familie ins Unglück gestürzt habe. Bei einer amtsärztlichen Untersuchung am 6. Dezember 1882 wurde ihm „Wahnsinn“ diagnostiziert, und am 13. Januar 1883 wurde Baumgarten in die Landes-Irrenanstalt Colditz eingewiesen. Ohne erkennbare Bemühungen, den Patienten zu therapieren, wurde dort selbst eine zeitweise Beurlaubung abgelehnt. Georg Baumgarten starb am 23. Juni 1884 an Tuberkulose.

## Verdienste
Georg Baumgarten und Hermann Wölfert gelten nach Teichmann/Schulz als die wichtigsten deutschen Luftschiffpioniere des 19. Jahrhunderts. Als Quereinsteiger sammelten sie Erfahrungen, die für spätere Luftschiffer von Nutzen waren.
Baumgartens patentierte Erkenntnisse waren u. a.,
- dass nicht nur der Antrieb und die horizontale Steuerung durch Luftschrauben und sogenannte Wendeflügel erfolgt. Auch die Vertikalbewegung wird mittels Luftschrauben ausgeführt und nicht durch Ballast- oder Gasabgabe. Dazu ist das Luftschiff etwas schwerer als die verdrängte Luftmenge (Prinzip des heutigen Zeppelin NT).
- Zur Übertragung der Kräfte hängt die Gondel unmittelbar unter dem Ballon und ist mit diesem starr verbunden mittels einer Innen-Aufhängung, wobei die Tragseile die Hülle durchdringen und am First des Ballons befestigt sind.
- Die Gasfüllung des Ballons soll in einzelnen Zellen (Ballonetts) erfolgen.
- Baumgarten soll zum Schluss noch an einem neuen Projekt gearbeitet haben, einem Starrballon mit innerem Skelett – dem späteren Zeppelin-Prinzip.

Überliefert ist Baumgartens Ausspruch „Was ich jetzt im Kopfe habe, das wird in 50 bis 60 Jahren mal etwas sein, was die Welt bestaunen wird!“ Bereits 20 Jahre später stieg der erste Zeppelin vom Bodensee auf.

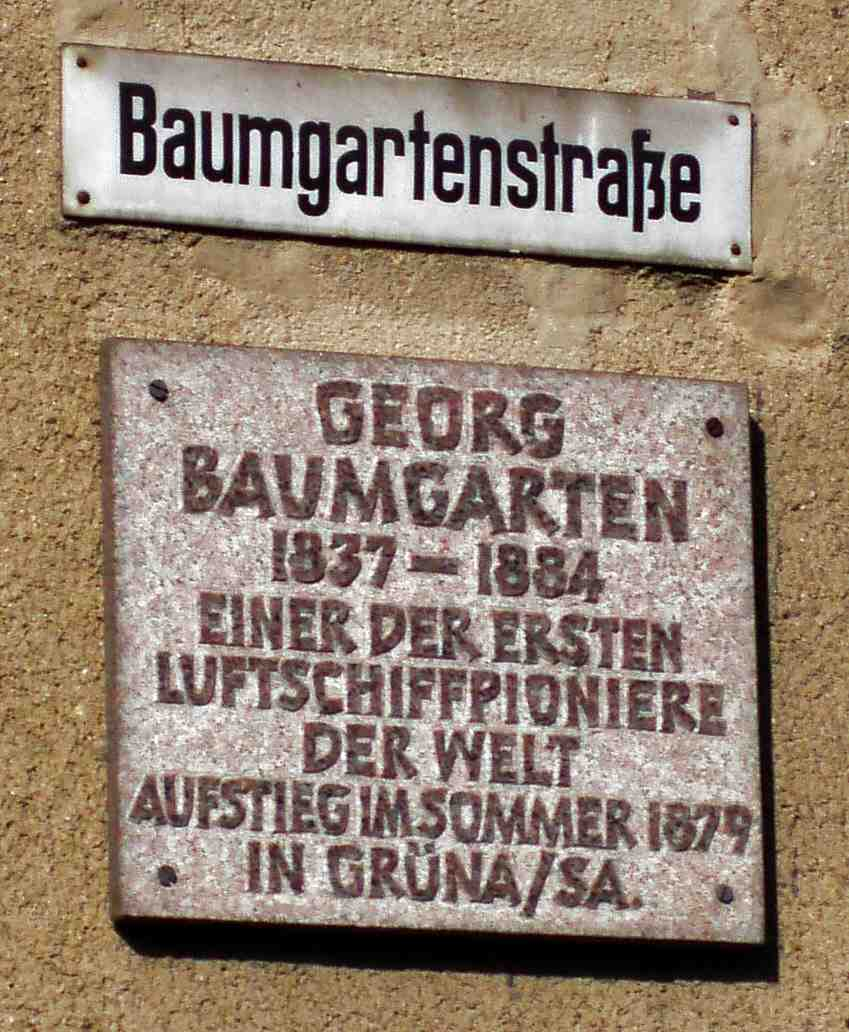
Baumgartenstraße in Grüna

## Ehrungen
Georg Baumgartens Ende in einer Irrenanstalt war für viele Menschen noch lange Zeit nach seinem Tod offenbar ein Grund, ihm eine Ehrung seiner Leistung zu versagen und ihn zu vergessen. Erst 1911 wurde in Grüna eine neu gebaute Straße nach dem Erfinder benannt.
Auf dem Höhepunkt der Zeppelin-Begeisterung, 1929, erinnerte man sich seiner und gründete die „Interessengruppe Luftschiff Baumgarten“. Mitglieder waren u. a. Baumgartens Sohn Georg sowie sein Enkel, der ebenfalls Georg hieß. 1937, zu Baumgartens 100. Geburtstag, organisierte die Gruppe Gedenktafeln an seinem Geburtshaus in Johanngeorgenstadt und an seinem zeitweiligen Wohnhaus in Siegmar.
1954 richtete die Gemeinde Grüna ein Baumgarten-Gedenkzimmer in der ehemaligen Oberförsterei ein.
1982 wurde in Grüna ein neuer „Arbeitskreis Georg Baumgarten“ gegründet. Dieser brachte 1984 in der Baumgartenstraße eine Gedenktafel an. 1987, anlässlich seines 150. Geburtstages, wurde im Schulhort eine neue Ausstellung eröffnet.

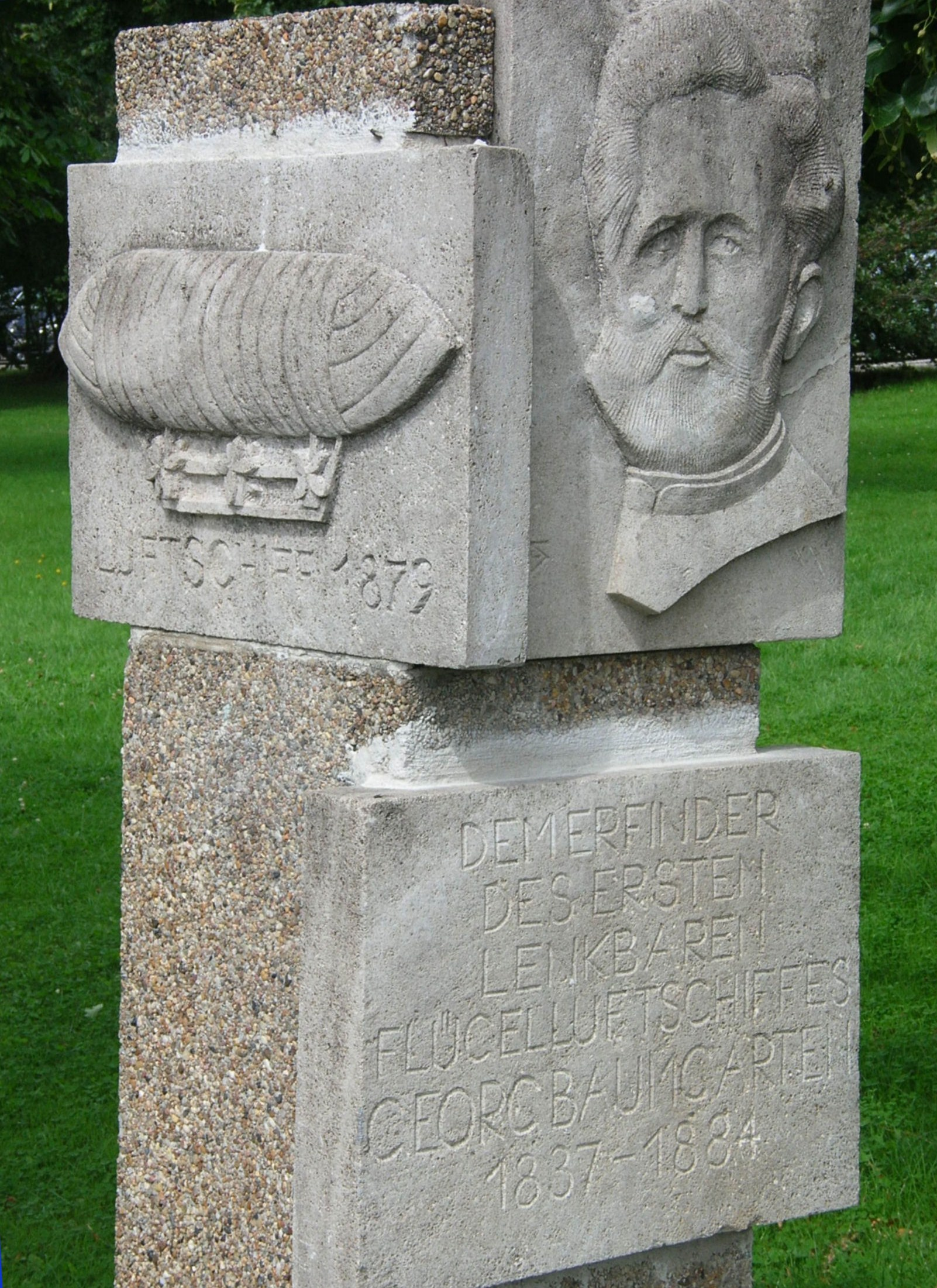
Baumgartendenkmal am Stausee Oberrabenstein

1990 erhielt die Grünaer Karl-Marx-Schule den Namen „Baumgarten-Schule“. Am Stausee Oberrabenstein (wo eine Luftschiff-Montagehalle stand) wurde eine Granitstele errichtet.
1994 wurde im neu erbauten „Folklorehof Grüna“ eine Baumgarten-Wölfert-Gedenkausstellung eröffnet und im Rabensteiner Wald der Baumgarten-Rundwanderweg eingerichtet.
1997 veranstaltete die Gemeinde Grüna ein Volksfest anlässlich des 160. Geburtstages Baumgartens und des 100. Todestages Wölferts. 2007 folgte das dreitägige Fest „Grüna geht in die Luft“. Seit 2008 findet jährlich am letzten Sonnabend im September der „Baumgartentag Grüna“ statt.

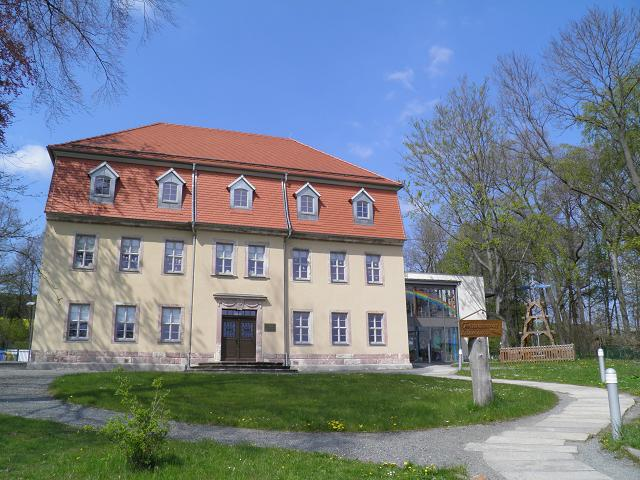
Kgl.-sächs. Oberförsterei Grüna, heute AWO-„Kinderhaus Baumgarten“

2009 wurde in der Alten Oberförsterei, der denkmalgeschützten ehemaligen Wohn- und Arbeitsstätte Baumgartens, das AWO-„Kinderhaus Baumgarten“ eröffnet, laut Oberbürgermeisterin Barbara Ludwig der „schönste Kindergarten von Chemnitz“. Am 21. Januar 2012, dem 175. Geburtstag Georg Baumgartens, wurde an dem Gebäude eine Gedenktafel angebracht.
Den Festumzug zur 750-Jahr-Feier Grünas im August 2013 führte der „Oberförster Baumgarten“ an mit einem Fantasie-Modell namens „Baumgarten NT – Grüna/Sa.“ (10 m lang). Es gehört dem Heimatverein und wird bei verschiedensten Anlässen (Tag der Sachsen u. a.) gezeigt.
2015 eröffnete eine neue Apotheke in Grüna unter Baumgartens Namen.
Nach Schließung der Baumgarten-Wölfert-Ausstellung 2015 aus Brandschutzgründen wurde durch den Heimatverein Grüna eine neue Ausstellung im Rathaus Grüna eingerichtet und am 21. September 2019 eröffnet.
Georg Baumgarten und Hermann Wölfert sind auch im Zeppelin-Museum Friedrichshafen und im Industriemuseum Chemnitz vertreten.